# Темурмалик
Темурмалик, также Темур Малик или Тимур Малик (перс. تیمور ملک‎‎) — государственный деятель Хорезмшахов, служил в качестве губернатора Худжанда в регионе Мавераннахр. Известен тем, что оказал ожесточённое сопротивление войскам Чингисхана при завоевании им Средней Азии.

## Биография
В 1220 году Темурмалик руководил обороной города Худжанд от 20-тысячной армии врага. Будучи вынужден оставить город, он с тысячью воинов закрепился на небольшом острове, недалеко от Худжанда. Некоторое время монголы с помощью рабов пытались навести переправы на осаждённый остров, однако защитники с наступлением тёмного времени суток раз за разом совершали вылазки и с боем разбивали проложенные гати.
Также по приказу Темурмалика осаждённые соорудили на дюжине лодок укрепления с бойницами, покрытые мокрым войлоком и глиной и, подплывая к берегу, метко осыпали монголов стрелами.
В результате продолжительной кровопролитной осады монголы всё же захватили остров, однако часть защитников и их предводитель скрылись по реке Сырдарье, после чего продолжили оказывать сопротивление завоевателям.
Темурмалик собрал войска в Гургандже и в 1220 году захватил Янгикент у монголов, но покинул город, потому что ему никто не помог. Затем он и хорезмшах Джелал ад-Дин продолжали сражаться с монголами до 1231 года. Темурмалик некоторое время жил в Дамаске после смерти Джелал ад-Дина в 1231 году, а затем вернулся в Худжанд, где был убит монгольскими солдатами.

## Память
- В 2004 году в честь Темурмалика был назван один из районов Хатлонской области Таджикистана.
- В честь Темурмалика названа одна из центральных улиц города Ташкента.

## В литературе
- Темурмалик стал персонажем романов Василия Яна «Чингиз-хан» и Исая Калашникова «Жестокий век».
- В 1986 году узбекский писатель Мирмухсин написал роман «Темур Малик».
- Был описан в историческом романе, автором которого является известный писатель на урду Назем Хиджази, роман называется «Ахри чаттан» («آخری چٹان‎»).